# Школа выживания выпускников
«Шко́ла выжива́ния выпускнико́в» (англ. Post Grad) — американская романтическая комедия 2009 года режиссёра Вики Дженсон с Алексис Бледел в главной роли. Фильм стал режиссёрским дебютом Дженсон в игровом полнометражном кино.

## Сюжет
У Райден Молби есть генеральный план: окончить колледж, получить отличную работу, проводить время с лучшим другом и найти идеального мужа. Однако, жизнь вносит свои корректировки, и ей приходится вернуться домой, к своей эксцентричной семейке. В погоне за работой мечты, Райден начинает понимать, что любой план не имеет смысла, если рядом нет близких людей.

## В ролях
| Актёр             | Роль                         |
| ----------------- | ---------------------------- |
| Алексис Бледел    | Райден Молби                 |
| Зак Гилфорд       | Адам Дэвис друг Райден       |
| Майкл Китон       | Уолтер Молби отец Райден     |
| Джейн Линч        | Кармелла Молби мать Райден   |
| Бобби Коулман     | Хантер Молби брат Райден     |
| Кэрол Бёрнетт     | бабушка Морин                |
| Родриго Санторо   | Дэвид Сантьяго               |
| Кэтрин Райтман    | Джессика Бард подруга Райден |
| Мэри Энн Макгарри | Барбара Снафф                |
| Дж. К. Кимбл      | Рой Дэвис отец Адама         |
| Ванесса Бранч     | секретарша                   |
| Крэйг Робинсон    | похоронщик                   |
| Фред Армисен      | торговец                     |
| Александра Холден | девушка                      |
| Деметри Мартин    | рекламный продюсер           |